# Pavel Blumenfeld
Pavel Blumenfeld (4. ledna 1914 Ostrava – 18. října 1982 Praha) byl český filmový režisér a scenárista.

## Filmografie

### Režie
- Malý partyzán (1950)
- Červený mak (1955)
- Zlatý pavouk (1956)
- Kasaři (1958)
- Křižovatky (1959)
- Můj generál (1959)
- Lidé jako ty (1960)
- Tereza (1961)
- Tam za lesem (1962)
- Strakatí andělé (1964)
- Dva tygři (1966)
- Případ paní Luneové (1967)
- Soudničky (1967)
- Jdi za zeleným světlem (1968)

### Scénář
- Malý partyzán (1950)
- Červený mak (1955)
- Zlatý pavouk (1956)
- Křižovatky (1959)
- Tereza (1961)
- Tam za lesem (1962)
- Strakatí andělé (1964)
- Dva tygři (1966)
- Smrt mouchy (1976)